# Алаташ, Эврим
Эврим Алаташ (тур. Evrim Alataş, 15 апреля 1976, Акчадаг, Малатья — 12 апреля 2010, Диярбакыр) — курдская писательница, журналистка, сценаристка и правозащитница. Алаташ описывается как первая курдская писательница Турции. Среди её работ — фильм «Мин Дит: Дети Диярбакыра» 2009 года, получивший приз большого жюри на 46-м кинофестивале «Золотой апельсин» в Анталии.
Алаташ родилась в деревне Гёльпинар в Малатье в 1976 году в курдской семье. Свою журналистскую карьеру она начала в 1994 году, работая репортёром и редактором в различных газетах левого толка, таких как Yeni Politika, Özgür Bakış, Ülkede Özgür Gündem, а затем в качестве журналиста-обозревателя Evrensel и BirGün. Многие из её статей для этих газет были о курдах в Турции.
Алаташ умерла в 2010 году от рака в своём доме в Диярбакыре и была похоронена в своей родной деревне Гёльпинар.